# 曹益欣
曹益欣（？—），繪本作家、閱讀推廣者，著有《請來我家吃蛋糕》、《爸爸山》、《青青的好幫手》、《飛高高》、《誰的禮物》等兒童繪本。

## 學歷
- 國立臺東大學兒童文學研究所碩士[2]
- 高雄師範大學美術系

## 經歷
- 2018年，曹益欣與黃惠鈴、莊世瑩、楊麗玲、蔡秀敏在金門縣  金城鎮文化局演藝廳舉辦「發現美麗金門－親子說演故事互動學習活動（金城場）」[3]
- 曹益欣與林柏廷、信子、李如青一起擔任華婉兒童圖書館的繪本講師[4]
- 曹益欣與莊世瑩、陳玉金、曹銘宗、許育榮、楊麗玲一起擔任國家圖書館《創作繪本，掉進時光長廊－上學去、放學後、放假了，創作分享》的講師[5]
- 曹益欣在臺北市立圖書館文山分館舉辦「時光劇場－紙芝居創作體驗」講座[6]
- 2024年，曹益欣在臺北市立圖書館擔任「繪本好好看-繪本賞析」的講師[7]

## 作品
- 2009《發現繪本新視界》（ISBN 978-986-634-710-8）文：曹俊彥、曹泰容、曹益欣[8]
- 2010《小怪物來了！》（ISBN 978-986-5513-72-6）
- 2011《森林裡的新娘》文：晨祝，圖：曹益欣[9]
- 2013《誰能幫我追氣球?》（ISBN 978-753-319-33-86）文：蕭淑美，圖：曹益欣[10]
- 2015 《誰的野餐日》，出版社：國父紀念館繪本創作班，作者：劉旭恭、曹益欣等33位作者。
- 2016《請來我家吃蛋糕》（ISBN 978-957-0846-8-81）
- 2016《爸爸山》
- 2017《青青的好幫手》
- 2018《飛高高》
- 2018《誰的禮物》
- 2021《夜晚是什麼形狀》[11]
- 2023《艾瑪和她的好朋友》，出版社：五南，作者：洪佳如，繪者：曹益欣

## 展覽
- 2017年3月3日～3月23日，與孫心瑜、蔡美保、信子、劉旭恭、邱承宗、唐唐、童嘉、許匡匡、林柏廷、廖書荻共11位台灣當代繪本創作者一同舉辦「停聽看他們做繪本」展覽。

- 2017年5月4日~6月4日與陳玉金、汪菁、黃麟傑等翻繪本成員在順天外科醫院舉辦【愛上繪本】聯展(團體)。

## 得獎
臺東大學兒童文學研究所學生曹益欣、曹一竹、賴沛緹創作的繪本《夜晚是什麼形狀》獲得第2屆東臺灣人文創新創意競賽「走讀東臺灣藝文創作組」第1名。

## 相關
- 臺灣兒童文學家曹俊彥的女兒。
- 【翻繪本】成員